# VV Orionis
VV Orionis (VV Ori / HD 36695 / HR 1868) es un sistema estelar situado debajo del cinturón de Orión, en la constelación del mismo nombre. De acuerdo a su paralaje se halla a 1850 años luz del sistema solar.
La estrella principal del sistema es una binaria espectroscópica con un período orbital de 1,485378 días (1 día, 11 horas y 39 minutos).
La solución orbital otorga una separación entre las componentes de sólo 0,063 UA —un 15 % de la distancia entre Mercurio y el Sol.
La más luminosa del par es una estrella azul de tipo espectral B1V con una incierta temperatura comprendida entre 21 000 y 25 000 K. Es también la componente más masiva con una masa aproximada de 10,8 masas solares y una luminosidad 9400 veces mayor que la luminosidad solar. Su radio es 2,5 veces más grande que el del Sol.
La otra componente es una estrella blanco-azulada de tipo B7V y 15 500 K de temperatura. 330 veces más luminosa que el Sol, tiene una masa de 4,5 masas solares. El diámetro de esta última es la mitad que el de su compañera. Estas cifras, sin embargo, no concuerdan con las obtenidas directamente a partir de luminosidad y temperatura; la discrepancia probablemente tenga su origen en que la distancia determinada por la paralaje es excesiva —una distancia de 1200 años luz puede aproximarse más a la realidad. 
Dado que el plano orbital es casi paralelo a la línea de visión, VV Orionis es una binaria eclipsante que exhibe dos eclipses desiguales.
El eclipse principal tiene lugar cuando la estrella B7, menos luminosa, pasa por delante de su compañera, lo que conlleva una caída en el brillo de magnitud +5,3 a +5,7, siendo su duración de 2,5 horas. Cuando la estrella más luminosa pasa por delante de su compañera tiene lugar el eclipse secundario, produciéndose una caída en el brillo de 0,2 magnitudes.
Una tercera estrella, con una separación de 1 UA, orbita el par interior cada 119 días. Es una estrella blanca de tipo A.